# 廷杜夫省
廷杜夫省（阿拉伯语：‎）是阿尔及利亚西部的一个省，首府廷杜夫。该省土地贫瘠，但矿藏丰富，加拉杰比莱特地区接近边境处有大量银矿。
廷杜夫境内有阿拉伯撒哈拉民主共和国臨時政權波利薩里奧陣線的根據地，住有约15万人。